# Classe Morj
La classe Morj (en russe : Морж) était une classe de sous-marin de la marine impériale russe
Trois bâtiments virent le jour :
- Morj : 1915
- Tioulen : 1915
- Nerpa : 1915

Les sous-marins furent construits à Nikolaïev par la filiale des chantiers navals de la Baltique selon les plans d'Ivan Boubnov. Chaque sous-marin possédait 2 canons, le Nerpa et le Morj, une de 57 mm et une de 47 mm, le Tioulen, une de 76 mm et une de 57 mm.

## Historique
Lors de la Première Guerre mondiale le Tioulen fut l'un des bâtiments les plus efficaces de la flotte de la mer Noire. Durant la guerre civile russe une partie des hommes formant les équipages des sous-marins fut mobilisée par les bolcheviks et incorporée dans différentes compagnies terrestres de l'armée rouge. Le 23 août 1919, lors d'un combat près du village de Gorodichtché situé non loin de Tsaritsyne, plusieurs membres d'équipage du Nerpa périrent après une contre-offensive des Blancs.
Le Morj est perdu en 1917, il ne revint jamais d'une mission se déroulant dans la zone du Bosphore. Le Tioulen, faisant partie de la flotte de l'Armée blanche, fut immobilisé par la Marine française à Bizerte, en Tunisie, en 1920. Le Nerpa utilisé par la marine soviétique à partir de 1922 sous le nom de Politrouk fut retiré du service en 1930.

## Sources et bibliographie
- (en) Igor D Spassky et V P Semyonov, Submarines of the tsarist navy : a pictorial history, Annapolis, Md, Naval Institute Press, 1998, 94 p. (ISBN 978-1-557-50771-6)
- https://www.soumarsov.eu/Sous-marins/Avt17/Morzh/Morzh.htm